# Liste der Naturdenkmale in Gondelsheim
| Naturdenkmale | Anzahl |
| ------------- | ------ |
| FND           | 3      |
| END           | 0      |
| Gesamt        | 3      |

Die Liste der Naturdenkmale in Gondelsheim nennt die verordneten Naturdenkmale (ND) der im baden-württembergischen Landkreis Karlsruhe liegenden Gemeinde Gondelsheim. In Gondelsheim gibt es insgesamt drei als Naturdenkmal geschützte Objekte, alle sind flächenhafte Naturdenkmale (FND), keines ist ein Einzelgebilde-Naturdenkmal (END).
Stand: 31. Oktober 2016.

## Flächenhafte Naturdenkmale (FND)
| Name                     | Bild | Kennung     | Einzelheiten | Position | Fläche Hektar | Datum        |
| ------------------------ | ---- | ----------- | ------------ | -------- | ------------- | ------------ |
| Bruch                    |      | 82150250003 | Gondelsheim  | ⊙        | 2,1           | 7. Nov. 2008 |
| Hofmannsbruch            |      | 82150250002 | Gondelsheim  | ⊙        | 4,3           | 7. Nov. 2008 |
| Steinbruch im Holder     |      | 82150250001 | Gondelsheim  | ⊙        | 0,1           | 9. Dez. 1987 |
| Legende für Naturdenkmal |      |             |              |          |               |              |